# Notomulciber gressitti
Notomulciber gressitti là một loài bọ cánh cứng trong họ Cerambycidae.